# Curve
Curve je bio britanski duo alternativnog rocka i elektronike osnovan 1990. u Londonu. Činili su ga Toni Halliday (pjevačica i povremeno gitaristica) i Dean Garcia (basist, gitarist, bubnjar i programer glazbe). Halliday je također pisala tekstove za pjesme, a oboje su skladali glazbu. S njima je surađivao i producent Alan Moulder, koji im je pomogao spojiti žestoke ritmove i slojevite gitarske dionice s glasom Halliday.
Curve je objavio ukupno pet studijskih albuma: Doppelgänger (iz 1992.), Cuckoo (iz 1993.), Come Clean (iz 1998.), Gift (iz 2001.) i The New Adventures of Curve (iz 2002.). Usto je objavio i pet kompilacija te nekoliko EP-ova i singlova. Skupina se razišla 2005.

## Povijest
Dean Garcia već je bio svirao u nekim manjim skupinama kad je otišao na audiciju za Eurythmics. Toni Halliday upoznala je Davea Stewarta iz Eurythmicsa nakon što je u jednom rock-časopisu pročitao intervju u kojem je pohvalila njegovu skupinu The Tourists, preteču Eurythmicsa. Stewart ju je potom upoznao s Garcijom. Garcia je svirao bas-gitaru u Eurythmicsovoj koncertnoj postavi od 1983. do 1984. i na dvama njegovim studijskim albumima, a Halliday je potpisala ugovor sa Stewartovom diskografskom kućom Anxious Records kao samostalna glazbenica. Sredinom osamdesetih godina 20. stoljeća Garcia i Halliday osnovali su kratkotrajnu skupinu State of Play, nakon čega su se razišli; Halliday se posvetila samostalnoj glazbenoj karijeri, a Garcia je nastavio biti prateći glazbenik. Naknadno su se ponovno okupili i osnovali skupinu Curve.
Pod tim su imenom Halliday i Garcia tijekom 1991. objavili tri uspješna EP-a (Blindfold, Frozen i Cherry), a distribuirala ih je diskografska kuća Anxious Records. Nakon objave debitantskog studijskog albuma Doppelgänger 1992. sastav se pojavio i na britanskoj ljestvici albuma. U to je vrijeme održavao brojne turneje, a duu su se na koncertima priključili gitarist Alex Mitchell, gitaristica Debbie Smith (koja je naknadno svirala u skupini Echobelly) i bubnjar Steve Monti (nekadašnji član sastava Ian Dury and The Blockheads). Godine 1992. Curve je nastupio na Glastonbury Festivalu, a tijekom karijere otišao je i na turneju po SAD-u i Kanadi sa skupinama The Jesus and Mary Chain i Spiritualized.
Godine 1992. objavljena je kompilacija Pubic Fruit, na kojoj se nalaze prva tri EP-a i proširena inačica singla "Faît Accompli". Toni Halliday iste je godine gostovala i na dvjema pjesmama sastava Recoil ("Edge to Life" i "Bloodline") objavljenim na albumu Bloodline. Iduće godine Curve je objavio Radio Sessions, kompilaciju snimki nastalih tijekom dvaju koncerata u emisiji Johna Peela na radiopostaji BBC Radio 1.
Drugi studijski album skupine Cuckoo (iz 1993.), za razliku od prethodnoga, nije ušao u prvih dvadeset mjesta britanske ljestvice albuma. To je uz stresnu promidžbenu turneju vjerojatno utjecalo na raspad sastava 1994. U intervjuu s časopisom Select 1996. Halliday je izjavila: "Došlo je do toga da Dean više nije želio ići na turneju. Već smo previše jebali mozak hedonizmom: lokali smo J. D. [...]. Kad to konačno izbaciš iz sustava, pomisliš 'Ovo je jadno.' Više nismo mogli tako dalje."
Nakon raspada Halliday je osnovala sastav Scylla, a Garcia se bavio samostalnim glazbenim projektom Headcase. Scyllina pjesma "Helen's Face" pojavila se u glazbi za film Plesačice. Halliday je također gostovala na pjesmi "Cerebral" sastava The Future Sound of London na njegovu albumu Lifeforms (iz 1994.), pjesmi "Budded on Earth to Bloom in Heaven" Freaky Chakre na njegovu albumu Lowdown Motivator (iz 1995.) i uspješnici "Original" grupe Leftfield s albuma Leftism (iz 1995.). Pojavila se i u glazbenom spotu za potonju pjesmu.
Curve se potom ponovno okupio; godine 1996. objavio je EP Pink Girl With the Blues. Iste je godine skupina s Paulom Van Dykom radila na novom aranžmanu uglavnom instrumentalne pjesme "Words" s njegova albuma Seven Ways; na tu su remiksanu inačicu pjesme uvršteni vokali Halliday.
Godine 1997. objavljen je "Chinese Burn", prvi singl s trećeg studijskog albuma Come Clean (iz 1998.). Pjesme na tom uratku odražavaju veći utjecaj elektroničke glazbe od prijašnjih uradaka. Curve je u to vrijeme nastavio održavati manje nastupe u Europi i oko nje.
Nakon Come Cleana 2001. je objavljena internetska kompilacija Open Day at the Hate Fest. Iste je godine objavljen i četvrti studijski album Gift. Kevin Shields iz My Bloody Valentinea svirao je gitaru na pjesmama "Want More Need Less" i "Perish". "Hell Above Water", prva pjesma s tog albuma, stekla je popularnost jer se pojavila u najavama za filmove Spider-Man i Iron Man.
Godine 2002. na internetu je objavljen peti studijski album The New Adventures of Curve, a na službenim stranicama sastava objavljeno je i nekoliko digitalnih pjesama. Godine 2003. Halliday je gostovala na pjesmi "Faults" na istoimenom albumu japanskog industrial rock-sastava Acid Android.
Godine 2004. objavljena je kompilacija The Way of Curve na dvama CD-ovima; na prvom se CD-u nalaze singlovi skupine, a na drugom nekoliko pjesama s B-strana, rijetkih skladbi i remiksanih inačica pjesama. U siječnju 2005. Halliday je izjavila da je napustila Curve.
Godine 2010. Curve je objavio neke od svojih važnijih uradaka u digitalnoj inačici na svojoj stranici na Bandcampu; među njima se nalazi i nova kompilacija od 39 pjesama pod imenom Rare and Unreleased.
Doppelgänger je ponovno je objavljen 2017., ovog puta kao dvostruki album – uz pjesme s izvorne inačice albuma sadrži i pjesme s prvih triju EP-ova. Cuckoo je također objavljen kao dvostruki album, a uz pjesme s prve inačice albuma sadrži i nekoliko remiksanih inačica pjesama.

## Projekti nakon Curvea

### Toni Halliday
Toni Halliday gostovala je na božićnoj pjesmi "A Great Big Sled" skupine The Killers. Ta je pjesma naknadno uvrštena na kompilaciju (RED) Christmas EP iz 2011.
Dana 27. veljače 2008. na Myspaceu je najavila da se počela baviti samostalnim projektom pod imenom Chatelaine. Na blogu tog projekta na MySpaceu pisalo je da se radi na novom albumu. Chatelaineov je debitantski studijski album Take a Line For a Walk objavljen u lipnju 2010.
Godine 2012. Halliday je pjevala na glazbi skupine Orbital za film Pusher.

### Dean Garcia
Dean Garcia od 2007. je u skupini SPC ECO sa svojom kćeri Rose Berlin. Taj je sastav u veljači 2009. objavio debitantski studijski album 3-D na svojim internetskim stranicama, a distribuirala ga je i diskografska kuća Noiseplus Music. Godine 2011. objavljen je album You Tell Me, a godinu poslije Dark Notes.
Također je član skupina The Black Holes, The Chronologic, Inkraktare, The Secret Meeting, KGC i Morpheme. U potonjoj skupini surađuje s Perryjem Pelonerom (iz sastava Clenched Fist, Skylight i Bliss City East) i Kim Welsh (također iz Skylighta i Bliss City Easta). Dana 8. prosinca 2010. Morpheme je objavio prvu pjesmu "Infection", a 5. svibnja 2011. pjesmu "Stratosphere".
Garcia je 1. siječnja 2011. objavio samostalni album How Do You Feel?. Na njemu gostuju izvođači Vasko the Pig, Todd Astromass i Jeff Beck.

## Glazbeni stil i utjecaji
Stephen Thomas Erlewine s mrežnog mjesta Allmusic opisao je Curveov stil kao "vrlo visok monolit koji čine gitarska buka, dance-dionice, mračna gotika i prozračne melodije". Dodao je i da je glazba sastava spoj "atmosfere shoegazea i ritmova techna". Halliday je kao svoje utjecaje navela Patti Smith i Nico, koje je nazvala "mramornim divovima".
Halliday se nekoliko puta osvrnula na usporedbe između Curvea i Garbagea; izjavila je: "Vidimo barem djeliće Garbageova utjecaja u našem radu kao što vidimo i djeliće utjecaja Sonic Youtha, Valentinesa ili bilo koje skupine koja se bavila nečim što je navodno izvan norme. [...] Međutim, Garbage je na kraju svega pop-sastav, a Curve nikad nije bio pop-sastav."

## Članovi sastava
| Službeni članovi - Toni Halliday – vokali, povremeno gitara (1990. – 1994., 1996. – 2005.) - Dean Garcia – bas-gitara, gitara, bubnjevi, glazbeno programiranje (1990. – 1994., 1996. – 2005.) | Koncertni članovi - Debbie Smith – gitara (1991. – 1994.) - Alex Mitchell – gitara (1991. – 1994.) - Rob Holliday – gitara (u vrijeme albuma Come Clean) - Steve Monti – bubnjevi - Stephen Spring – bubnjevi |

## Diskografija
Studijski albumi
- Doppelgänger (1992.)
- Cuckoo (1993.)
- Come Clean (1998.)
- Gift (2001.)
- The New Adventures of Curve (2002.)

## Vanjske poveznice
- Službene stranice sastava
- Curve na Bandcampu